# Mária Thomán
Mária Thomán (hongarès: Thomán Mária)  (Budapest, 12 de juliol de 1899 - Budapest, 25 de febrer de 1948) fou una violinista hongaresa.
Maria era filla d'István Thomán, i es va convertir en una destacada violinista de concerts i va estudiar amb Jenő Hubay, Franz von Vecsey, Carl Flesch i Alma Moodie. Va donar concerts per tot Europa, tant com a solista com amb l'acompanyament d'orquestres filharmòniques i conjunts de cambra.